# Гордана Богојевић
Гордана Богојевић, удата Ковачевић, (Загреб, 22. мај 1974 — Београд, 5. децембар 2009) је бивша југословенска и српска репрезентативка у кошарци.
Кошарку је почела играти веома рано, а већ са 15 година постала је једна од најмлађих чланица сениорске екипе Црвене звезде. У црвено-белом дресу је по два пута била првак државе и победница купа.
Са панчевачким Профи Д освојила је по још један трофеј првака и купа. Затим је две године бранила боје вршачког Хемофарма коме је донела прву шампионску титулу 1998. године, као и сезону касније. Са „Пилулицама“ освојила и два пута Куп Југославије и била најбоља играчица завршног турнира Купа у Новом Саду 1998. године. Из Вршца је отишла у иностранство, где је са успехом играла у највећим клубовима Мађарске, Чешке, Италије, Шпаније.
За сениорску репрезентацију Југославије играла је пуних 11 година, опростила се на Европском првенству 2003. године. Учествовала је на четири европска првенства. Одиграла 105 утакмица и постигла 1011 кошева. Као кадеткиња освојила је европско сребро 1991. (последња медаља за репрезентацију СФРЈ), а са јуниоркама бронзу на Балканијади.
Преминула је у Београду 5. децембра 2009, од последица срчаног удара у 36. години живота.
Од 2010. године се сваког децембра игра меморијални турнир за кошаркашице који носи име "Меморијални турнир Гордана Богојевић". Крагујевачка спортска хала "Парк" је у јуну 2012. преименована у спортска хала "Гордана Гоца Богојевић".